# Iercoșeni, Arad
Iercoșeni este un sat în comuna Șilindia din județul Arad, Crișana, România. Aici se află o biserică de lemn.

## Istoric
În tradiția populară se crede că satul ar fi fost întemeiat de așa-zișii „lotri” (hoți).  Prima atestare documentară a satului a fost în anul 1477. În 1910, populația era de 594, dintre care 130 erau maghiari, 19 germani și 437 români. Dintre aceștia, 119 erau romano-catolici, 20 protestanți și 444 ortodocși. 

## Geografie
Satul se află la 4,4 km de comuna Șilindia. La 12,9 km se află Gara Bocsig și la 16,4 km se află Gara Tîrnova Zărand. Cel mai apropiat curs de apă este râul Dezna, la 18,3 km. 

## Demografie
Conform recensământului din 2002, în acest sat erau 58 de persoane, toți români . Toți aveau limba maternă română. 

## Vezi și
- Biserica de lemn din Iercoșeni